# 컴퓨터 바둑
컴퓨터 바둑(Computer Go)이란 바둑을 두는 컴퓨터 프로그램을 만드는 인공지능의 연구 분야를 말한다.
수십 년간의 연구에도 불구하고 2000년대까지는 컴퓨터의 바둑 실력은 아마급 정도에 미치는 것이 한계였으며, 컴퓨터 프로그램이 초단 수준의 사람과 호선으로 겨루어 이기는 것은 사실상 불가능하다는 평가를 받아 왔다. 하지만 2000년대 후반 들어 몬테카를로 트리 탐색이 도입되어 9줄 바둑에서는 프로기사와 대등한 수준에 이르렀으며, 알파고를 통해 딥러닝이 도입되어 일반 바둑에서도 인간 정상급을 능가하는 인공지능이 나왔다.

## 최근의 기록
- 2012년 3월 - 일본의 바둑프로그램 Zen이 인터넷 바둑 서버 KGS에서 6단에 올랐다. 이는 한국기원 아마 5단 내지 6단 정도의 실력이다.
- 2012년 3월 17일 - Zen과 일본 프로기사 다케미야 마사키 9단의 대결에서 5점, 4점 접바둑에서 모두 Zen이 승리하였다.
- 2015년 10월 - 유럽 바둑 챔피언 판 후이 2단을 구글 알파고가 5대 0으로 이겼다.
- 2016년 3월 - 대한민국 이세돌 9단을 구글 알파고가 4대 1로 이겼다.

## 같이 보기
- 컴퓨터 체스
- 컴퓨터 쇼기